# Hansi Hinterseer
Johann Ernst Hinterseer detto Hans o Hansi (Kitzbühel, 2 febbraio 1954) è un cantante, attore ed ex sciatore alpino austriaco.
Gigantista e slalomista in attività negli anni 1970, in carriera vinse una Coppa del Mondo di slalom gigante e una medaglia d'argento iridata. Dagli anni 1990 ha intrapreso la carriera artistica, riscuotendo successo nei Paesi di lingua tedesca in particolare con i suoi dischi folk.

## Biografia
Hinterseer è membro di una famiglia di atleti di alto livello: suo padre Ernst vinse la medaglia d'oro nello slalom speciale agli VIII Giochi olimpici invernali di Squaw Valley 1960 e in seguito fu allenatore della Nazionale, i suoi fratelli Ernst e Guido vinsero numerose medaglie ai Mondiali juniores e agli Europei juniores e suo nipote Lukas è un calciatore convocato anche dalla Nazionale.

### Carriera sciistica

#### Stagioni 1972-1975
Specialista delle prove tecniche, Hinterseer in Coppa del Mondo ottenne il primo risultato di rilievo il 9 gennaio 1972 a Berchtesgaden in slalom speciale (9º), il primo podio il 15 gennaio 1973 ad Adelboden in slalom gigante (2º) e la prima vittoria l'8 marzo successivo ad Anchorage in slalom gigante; in quella stessa stagione 1972-1973 si aggiudicò la Coppa del Mondo di slalom gigante con 34 punti di vantaggio sul norvegese Erik Håker.

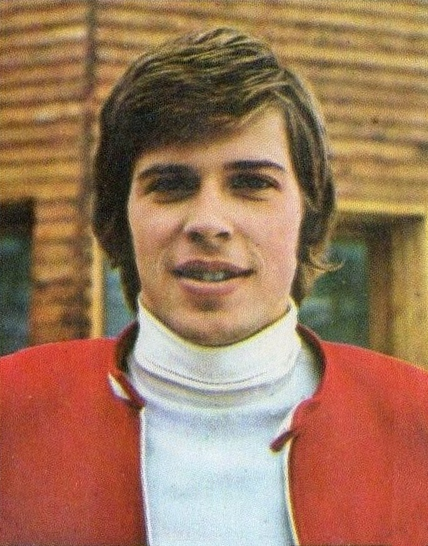
Hansi Hinterseer nel 1974

Nella stagione 1973-1974 vinse il prestigioso slalom speciale della Ganslern di Kitzbühel il 27 gennaio, conquistò la medaglia d'argento nello slalom gigante ai Mondiali di Sankt Moritz 1974 e in Coppa del Mondo si piazzò 3º nella classifica generale e 2º, staccato dall'italiano Piero Gros di 15 punti, in quella di slalom gigante.

#### Stagioni 1976-1978
Il 21 dicembre 1975 vinse l'impegnativo slalom speciale della Planai di Schladming e nel prosieguo della stagione prese parte ai XII Giochi olimpici invernali di Innsbruck 1976, sua unica presenza olimpica, classificandosi 14º nello slalom gigante e non concludendo lo slalom speciale; in quella stagione 1975-1976 in Coppa del Mondo fu 3º nella classifica di slalom speciale.
Il 25 febbraio 1977 colse a Furano in slalom gigante la sua ultima vittoria in Coppa del Mondo, nonché ultimo podio; si ritirò al termine della stagione 1977-1978 e il suo ultimo piazzamento in carriera fu il 10º posto ottenuto nello slalom gigante di Coppa del Mondo disputato il 18 marzo di quell'anno ad Arosa.

### Carriera artistica
Nel 1994 ha dato inizio alla sua seconda carriera come cantante di musica leggera; ha pubblicato decine di dischi raggiungendo il primo posto in classifica in Austria con So ein schöner Tag (2005), Meine Berge, meine Heimat (2006), Ich hab Dich einfach lieb (2010) e Heut' ist Dein Tag (2013), in Danimarca con la raccolta The Danish Collection (2009) e con Ich hab Dich einfach lieb (2010) e in Germania con Heut' ist Dein Tag (2013).
Hansi è anche apparso nel videoclip di Heut' ist Mein Tag, canzone portata al successo da Rosanna Rocci.
Inoltre ha recitato in diverse fiction televisive e in qualche film.

### Altre attività
Dopo il ritiro dall'agonismo ha partecipato al circuito sciistico professionistico nordamericano (Pro Tour) fino al 1983; dal 1984 al 2008 è stato commentatore tecnico delle dirette di sci alpino alla televisione pubblica austriaca ORF.

## Palmarès

### Mondiali
- 1 medaglia:
  - 1 argento (slalom gigante a Sankt Moritz 1974)

### Coppa del Mondo
- Miglior piazzamento in classifica generale: 3º nel 1974
- Vincitore della Coppa del Mondo di slalom gigante nel 1973
- 21 podi (15 in slalom gigante, 6 in slalom speciale):
  - 6 vittorie (3 in slalom gigante, 3 in slalom speciale)
  - 7 secondi posti
  - 8 terzi posti

#### Coppa del Mondo - vittorie
| Data             | Località    | Paese       | Specialità |
| ---------------- | ----------- | ----------- | ---------- |
| 8 marzo 1973     | Anchorage   | Stati Uniti | GS         |
| 8 dicembre 1973  | Val-d'Isère | Francia     | GS         |
| 27 gennaio 1974  | Kitzbühel   | Austria     | SL         |
| 23 febbraio 1975 | Naeba       | Giappone    | SL         |
| 21 dicembre 1975 | Schladming  | Austria     | SL         |
| 25 febbraio 1977 | Furano      | Giappone    | GS         |

Legenda:

GS = slalom gigante

SL = slalom speciale

### Campionati austriaci
- 6 medaglie[7]:
  - 2 ori (slalom gigante nel 1973; slalom speciale nel 1976)
  - 2 argenti (slalom speciale nel 1974; slalom gigante nel 1975)
  - 2 bronzi (slalom gigante nel 1972; slalom speciale nel 1973)

## Discografia
Discografia completa di Hansi Hinterseer.

### Singoli
- Du hast mich heut' noch nicht geküsst (1994)
- Aber alles kam anders (1994)
- Du bist das schönste Mädchen (1995)
- Wenn man sich lieb hat	White (1995)
- Ein schneeweißes Brautkleid (1996)
- Komm auf ein Bier zu mir (1996)
- Weit weit im Süden (1996)
- Mein Herz braucht a Heimat (1997)
- Schatzilein (1997)
- In den schönen Tiroler Bergen'' (1997)
- Schöne Mädchen sind zum Küssen da (1998)
- Julie (1998)
- Elisabeth (1998)
- Schön war die Zeit mit dir (1999)
- Man sagt nicht Goodbye (1999)
- Es ist alles nur geliehen (1999)
- Ich hab Dich zum Küssen gern (1999)
- Jingle Bells (1999)
- Dich gibt's nur einmal (2000)
- Ich will nur dich (2000)
- Amore mio (2000)
- Ski-Twist (2000)
- Wenn ich träume (2001)
- Eine Träne, die Sehnsucht heißt (2001)
- Komm nach Tirol, Señorita (2001)
- Sierra Nevada (2001)
- Was kann ich denn dafür (I Love You), con Lena Valaitis (2002)
- Dann nehm ich dich in meine Arme (2002)
- Die Sommernächte und du (2002)
- Halt a bisserl still (2002)
- Sieben rote Rosen (2002)

- Ich lieb dich über alles auf der Welt (2003)
- Hit-Medley (2003)
- Willkommen, wir sind Musikanten (2003)
- Du bist die Schönste (2003)
- Küss' mich (2004)
- Hände zum Himmel (2004)
- Männer aus den Bergen (2004)
- Jessica (2005)
- So ein schöner Tag (2005)
- Du bist die Frau für immer (2005)
- Du musst ein Kind des Himmels sein (2006)
- Rote Sonne von Bali (2006)
- Engel der Liebe (2006)
- Mein Liebesbrief an dich (2006)
- Komm her zu mir	White (2007)
- Wenn die Berge mich rufen (2007)
- Es grüsst der Wilde Kaiser (2007)
- Vater und Tochter (2007)
- Mit den besten Weihnachtsrüssen - Euer Hansi (2007)
- Schee langsam wird's still (2007)
- Ein kleines Edelweiss (2008)
- Dieses Herz schenk ich dir (2008)
- Musica für die Verliebten (2008)
- Komm mit mir (2009)
- Du bist mein Leben (2010)
- Zwei Herzen im Mondschein (2012)
- Im siebten Himmel (2012)
- Komm und tanz (2015)

### Album

#### Album studio
- Wenn man sich lieb hat (1995)
- Träum' mit mir (1996)
- Ich warte auf dich (1997)
- Du bist alles	White (1998)
- Mein Geschenk für Dich (1999)
- Weihnachten mit Hansi (1999)
- Amore mio (2000)
- Dann nehm ich dich in meine Arme (2001)
- Meine Lieder, deine Träume (2002)
- Goldene Weihnacht (2002)
- Danke für deine Liebe (2003)
- Ich denk an dich (2004)
- So ein schöner Tag (2005)
- Meine Berge, meine Heimat (2006)
- Volksmusik der Berge (2007)
- Von Herz zu Herz (2007)
- Ein kleines Edelweiß (2008)
- Für immer (2008)
- Komm mit mir (2009)
- Ich hab Dich einfach lieb (2010)
- Zwei Herzen (2011)
- Jedes Jahr zur selben Zeit (2011)
- Im siebten Himmel (2012)
- Heut' ist Dein Tag (2013)
- Gefühle (2015)
- Hansi Hinterseers Stimmungshitparade (2016)
- Bergsinfonie (2016)
- Für mich ist Glück... (2017)
- Ich halt zu dir (2019)
- Hans im Glück (2020)
- Weihnachten miteinander (2020)
- Weil es dich gibt (2022)

#### Live
- 20 - Das Beste zum Jubiläum - Live (2014)

#### Raccolte
- Seine ersten Erfolge (1997)
- Best Of (2003)
- Meine schönsten Kinder- und Schlaflieder (2004)
- Schön war die Zeit - 11 Jahre Hansi Hinterseer (2005)
- Meine schönsten Weihnachtslieder (2005)
- Das Beste von Hansi Hinterseer (2009)
- The Belgian Collection (2012)
- Das Beste - Meine Liebe (2012)
- Das Beste - Meine Heimat (2013)
- Das Beste - Seine schönsten Lieder (2013)
- Das Beste zum Jubiläum - 60 Jahre (2014)
- Das Beste (2016)

#### Cofanetti
- Amore mio / Dann nehm ich Dich in meine Arme (2009)
- Wenn man sich lieb hat / Träum' mit mir (2013)

## Filmografia
- Hochwürdens Ärger mit dem Paradies (film tv) di Hans Seefellner (1996)
- Tohuwabohu (serie tv), 23 episodi (1994-1998)
- Da wo die Berge sind (film tv) di Hansi Sandgruber (2000)
- Da wo die Liebe wohnt (film tv) di Hansi Sandgruber (2002)
- Da wo die Herzen schlagen (film tv) di Hansi Sandgruber (2004)
- Da wo die Heimat (film tv) di Hansi Sandgruber (2004)

- Da wo das Glück beginnt (film tv) di Hansi Sandgruber (2006)
- Da wo es noch Treue gibt (film tv) di Hansi Sandgruber (2006)
- Da wo die Freundschaft zählt (film tv) di Hansi Sandgruber (2007)
- Da wo wir zu Hause sind (film tv) di Hansi Sandgruber (2009)
- Heimkehr mit Hindernissen (film tv) di Hansi Riedlinger (2012)
- Der Ruf der Pferde di Hansi Bruckner (2013)